# Arouna Nikiema
 (octobre 2024).
Pour les articles homonymes, voir Nikiema.
Arouna Nikiema est un homme d'affaires burkinabè renommé, principalement connu comme le président du Comité Exécutif de BBS Holding, un groupe de sociétés de sécurité privée actives dans plusieurs pays africains. Né en Côte d’Ivoire, Nikiema, juriste de formation, a entamé sa carrière en tant qu'homme de média, avant de se tourner vers l'entrepreneuriat.

## Carrière et accomplissements
Arouna Nikiema a fondé BBS Holding, un groupe international qui offre des services de sécurité, transport de fonds & métaux précieux, gestion de cash, installation et maintenance d'automates bancaires. Sa filiale principale, Burval, est active dans plusieurs pays africains et emploie plus de 11 000 personnes, ce qui en fait l'un des plus grands employeurs de la région. Grâce à son influence et son expertise, Nikiema a également cofondé Investisseurs Sans Frontières en 2019, une association qui encourage les investisseurs africains à explorer les opportunités économiques offertes par la Zone de libre-échange continentale africaine (ZLECAf).
En 2022, Arouna Nikiema a reçu le prix du CEO africain de l'année lors des Financial Afrik Awards à Lomé, au Togo. Cette distinction a été décernée pour son rôle moteur dans la promotion de l'économie panafricaine et son engagement en faveur du développement économique du continent. Il est aussi reconnu pour ses compétences en négociation, planification stratégique, et gestion de partenariats, qui ont largement contribué à son succès et à celui de ses entreprises.

## Engagement social
En dehors de ses activités professionnelles, ce panafricaniste chevronné est engagé dans le domaine philanthropique par le biais de sa Fondation Nikiema Arouna (FNA), soutient des projets dans les secteurs de l'éducation, la santé et l'environnement au Burkina Faso. Cet engagement social reflète sa vision pour un développement global et inclusif du continent africain, tant sur le plan économique que social. Il est également très actif au sein du Lions International depuis 1990 où il occupe des fonctions d'officiel de premier rang dans son district et a été honoré du titre de Compagnon de Melvin Jones progressif.

## Vision et influence
À travers ses actions et son leadership, Nikiema encourage les hommes d'affaires africains à élargir leurs activités au-delà de leurs frontières nationales et à adopter une perspective continentale. Sa stratégie repose sur l'intégration régionale et le développement des infrastructures de sécurité dans les pays africains. Fort de sa position dans plusieurs réseaux influents, il continue à jouer un rôle clé dans la Confédération africaine des activités privées de sécurité (CAAPS), une organisation qui promeut les standards et l'intégrité dans le secteur de la sécurité en Afrique.